# The Wanderer of Scandinavia; or, Sweden Delivered

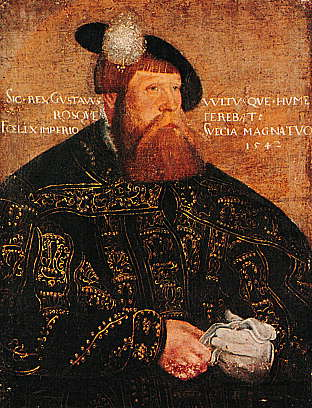
Gustaw Waza

The Wanderer of Scandinavia; or, Sweden Delivered – epos angielskiej romantycznej poetki Sibelli Elizabeth Hatfield, po mężu Miles, opublikowany w 1826. Utwór opowiada historię szwedzkiego króla Gustawa Wazy. Mówi o walkach monarchy z Duńczykami. Poemat składa się z pięciu pieśni. Jest dziełem obszernym, zajmuje prawie sześćset stron druku i liczy około piętnastu tysięcy wersów. Częściowo został napisany strofą spenserowską. Ta dziewięciowersowa strofa, rymowana ababbcbcc, z charakterystycznym dłuższym wersem na końcu, wprowadzona do użytku przez szesnastowiecznego poetę Edmunda Spensera w eposie Królowa wieszczek, stała się na nowo popularna w okresie romantyzmu, kiedy wykorzystywali ją między innymi George Gordon Byron, Percy Bysshe Shelley i John Keats.
Then trembling lyre, from thee fair freedom's strain,

Will burst like torrent from its native bed,

Impetuous, strong, when contest ploughs the plain,

Glidingly sweet, where softer scenes are spread;—

Then, bright reveal'd, will stand each mountain's head,

Each valley's bosom and each forest deep,

Rob'd in their stole of snow, while o'er them shed

Smile the moon's midnight beams, as in the steep

Of the clear sparkling heaven she doth her station keep:—
Utwór był recenzowany w The Oriental Herald, and Journal of General Literature i w The Gentleman's Magazine, and Historical Chronicle.